# Terme extrem
Un terme extrem, en mineralogia, és un mineral que es troba a l'extrem final d'una sèrie de minerals en termes de puresa. Són minerals que sovint podem descriure com solucions sòlides amb diferents composicions d'alguns elements químics, més que com a substàncies amb una fórmula química exacta. Pot haver-hi dos o més membres purs en un grup o sèrie de minerals.
Alguns exemples són:
- El feldespat pot ser descrit com composició dels termes extrems feldespat potàssic [KAlSi₃O₈], albita [NaAlSi₃O₈] i anortita [CaAl₂Si₂O₈].[2]
- La hidroxilapatita és el terme extrem del grup de l'apatita.